# 克拉伦登楼
51°45′17″N 1°15′17″W / 51.7546°N 1.2546°W

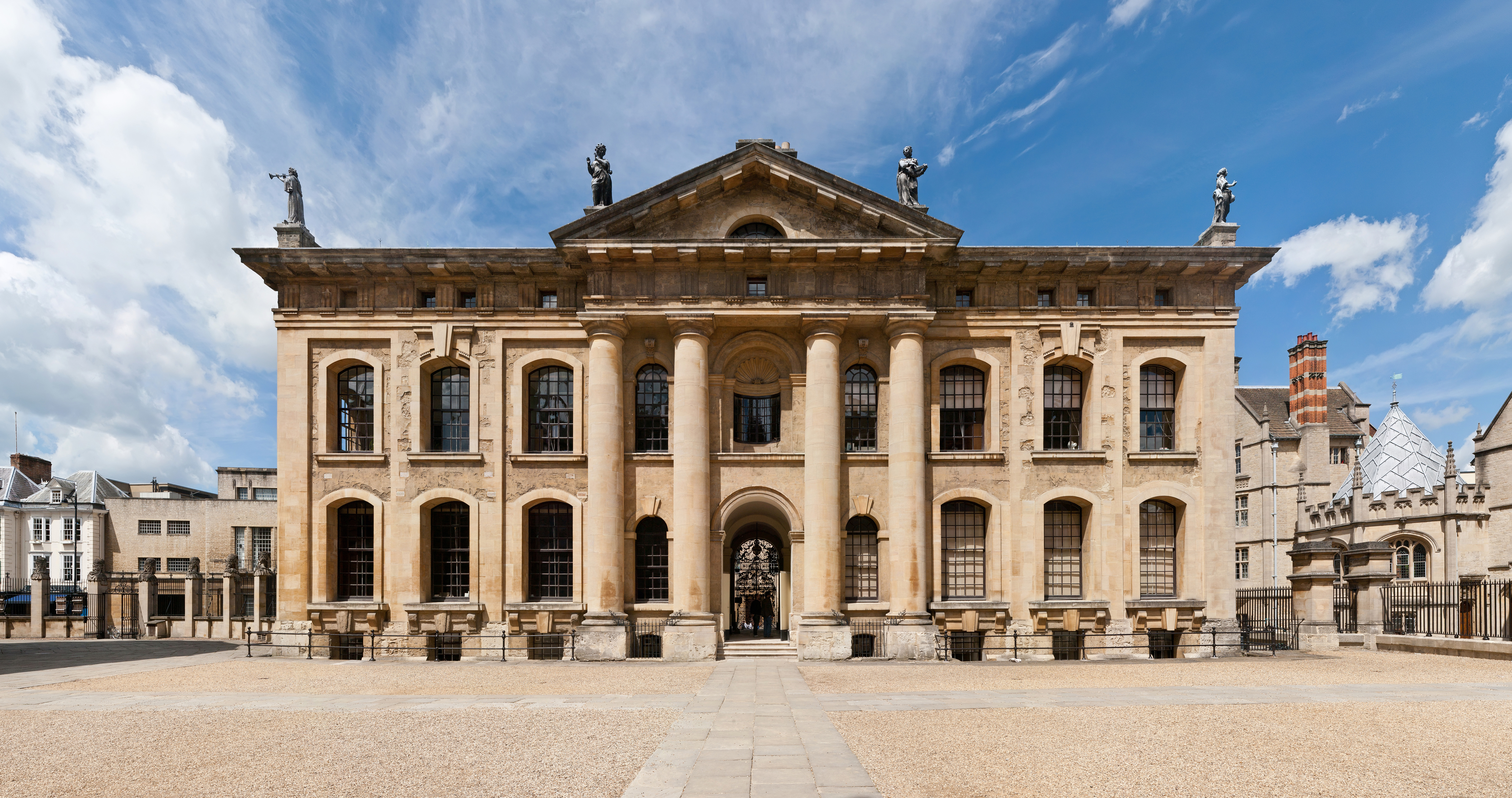
克拉伦登楼

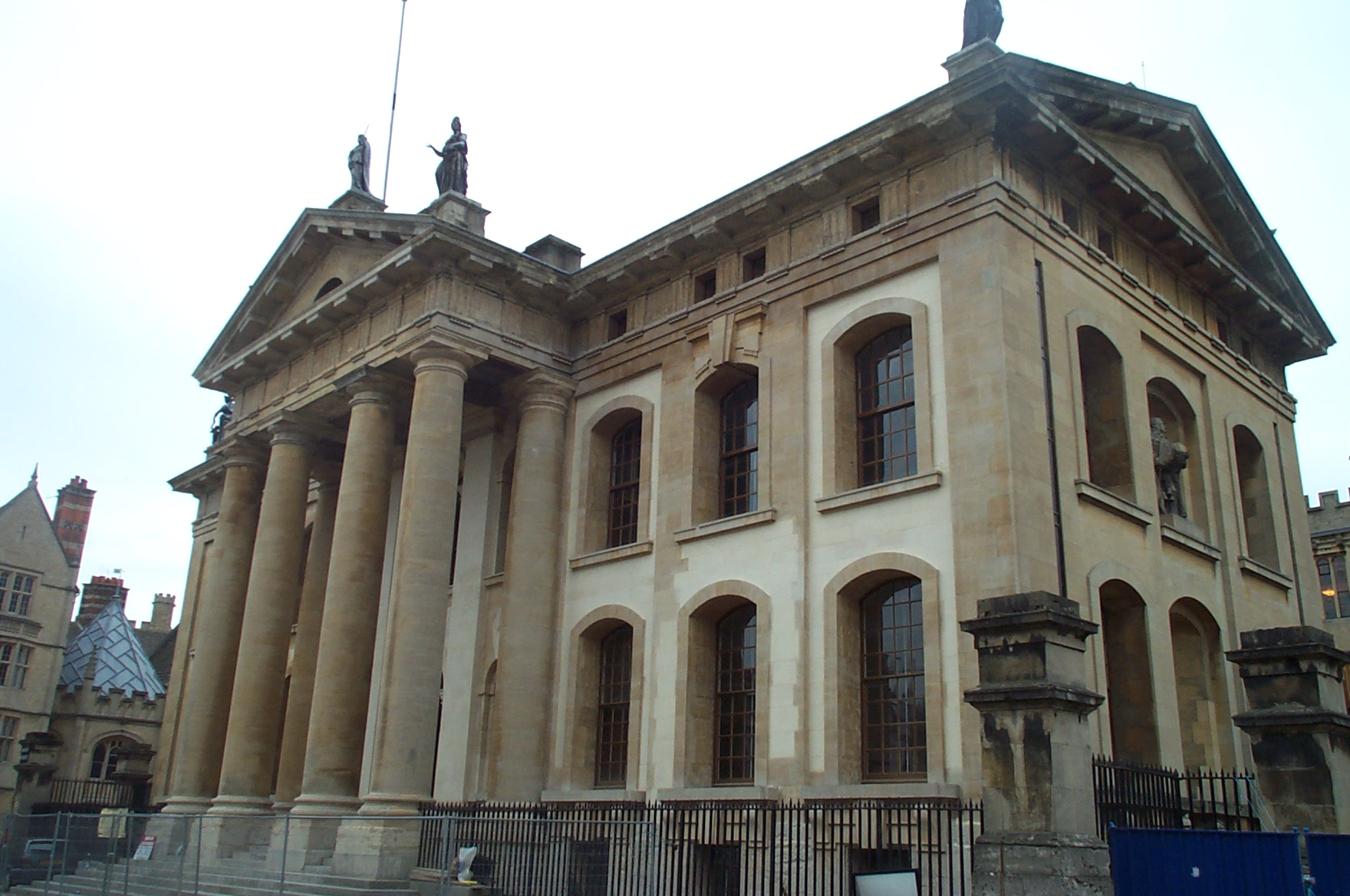
克拉伦登楼

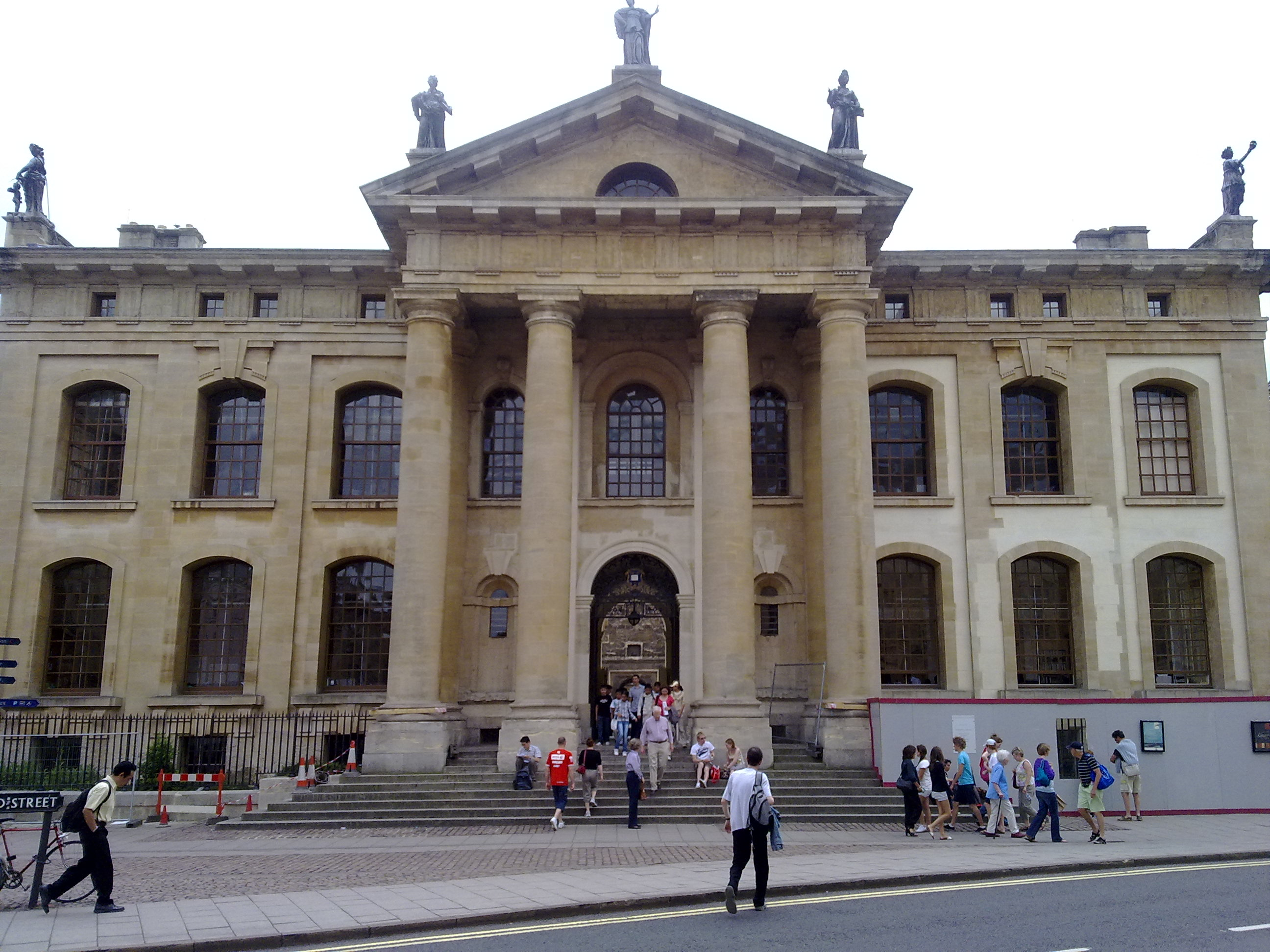
克拉伦登楼

克拉伦登楼（Clarendon Building）是英国牛津的一座一级登录建筑，属于牛津大学所有。

## 历史
它建于1711年到1715年，为牛津大学出版社所在地。它位于牛津市中心的宽街，邻近谢尔登剧院和博德利图书馆。
2009年1月22日，牛津大學的學生曾經佔據這座建築一小時。